# 馬斯蒂克比奇 (紐約州)
馬斯蒂克比奇（英語：Mastic Beach）是位於美國紐約州薩福克縣的普查規定居民點。

## 人口
根據2020年美國人口普查的數據，馬斯蒂克比奇的面積為15.55平方千米，當中陸地面積為12.69平方千米，而水域面積為2.86平方千米。當地共有人口14199人，而人口密度為每平方千米913.12人。